# Santa Carolina
Santa Carolina est une île de l'océan Indien, sur le territoire du district de Inhassoro dans la province d'Inhambane.  C'est l'une des cinq îles de l'archipel Bazaruto, dans le Canal du Mozambique.